# Vakoplch drobný
Vakoplch drobný (Cercartetus nanus) je malý vačnatec lišící se od jiných vakoplchů hlavně svým rozšířením po jihovýchodní Austrálii.

## Výskyt
V jihovýchodní Austrálii od jižního Queenslandu až po východ Jižní Austrálie. Jako samostatný poddruh se vyskytuje také na Tasmánii. Obývá vlhké oblasti podél východního pobřeží a žije v různých lesích, od deštného lesa až po vřesoviště v blízkosti pobřeží. V každém případě vyhledává hustý stromový porost.

## Základní data
Délka vakoplcha drobného je 7 až 11 cm. Jeho hmotnost je 15 až 45 g.

## Zajímavosti
Dříve se vědci domnívali, že se vakoplši drobní živí především hmyzem. V poslední době bylo zjištěno, že se živí ve velkém rozsahu nektarem a pylem květů některých druhů stromů a keřů. Vakoplch je nočním zvířetem a při hledání potravy hbitě šplhá ve větvích přidržuje se ocasem. V zimě může upadnout do krátkého zimního spánku (na jednu noc až na celý týden), přičemž se jeho teplota téměř úplně přizpůsobí teplotě okolí a jeho látková výměna je silně utlumena.